# Alfarería en la provincia de Ciudad Real
La alfarería en la provincia de Ciudad Real (España), como fenómeno etnográfico posterior a la romanización, está documentada desde finales del siglo XIV, alcanza su mayor desarrollo a finales del diecinueve y, como el Guadiana, prácticamente desaparece a mediados del siglo XX.

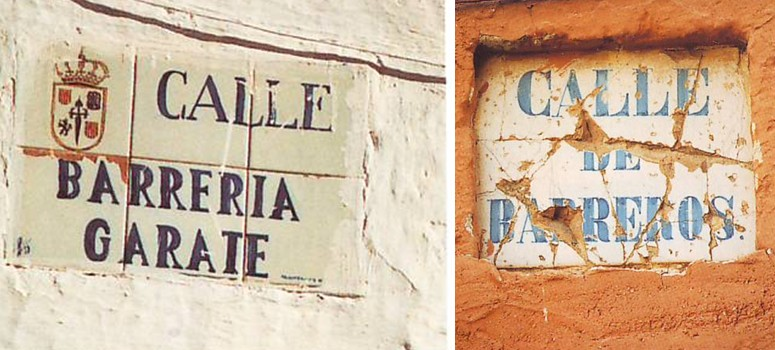
Calles dedicadas a los barreros manchegos en Villanueva de los Infantes y Daimiel.

"En Manzanares, manzanas,

en La Membrilla, membrillos,

y en llegando a La Solana,

colaores y lebrillos."

(Refrán popular manchego)

## Documentación histórica
El historiador Corchado Soriano recoge el dato de un horno de hacer cerámica entre el patrimonio adjudicado a la "Encomienda de Puertollano", en el año 1385. Esta sería la primera mención de un alfar, más allá de la cerámica arqueológica localizada en la provincia en focos de Argamasilla de Calatrava, Puertollano, Villamayor de Calatrava y Santa Cruz de los Cáñamos.
Nuevas referencias aparecen en la segunda mitad del siglo XVI, en las Relaciones topográficas de los pueblos de España, ordenadas por Felipe II, y las documentadas por Agustín Fernández Calvo, entre 1565-1572, de oficios de olleros, tejeros y tinajeros.
En el siglo XVIII, Gascón Bueno localiza referencias concretas en el Catastro de Ensenada (1752), también recogidas en las Memorias políticas y económicas de Eugenio Larruga (1792).
Ya en el siglo XIX, el Diccionario geográfico-estadístico-historico (1846-1850) de Pascual Madoz cita fábricas de vidriado ordinario y hornos de teja y ladrillos.

## Alfares extinguidos
Etnógrafos como Jesús María Lizcano Tejado y José González Ortiz, dan una relación exhaustiva de los alfares extinguidos en la provincia de Ciudad Real; de ellos, los más activos fueron: Alcázar de San Juan, Castellar de Santiago, Ciudad Real, Malagón, Membrilla, Mestanza, Piedrabuena, Puertollano, Santa Cruz de Mudela y Viso del Marqués.

### Alcázar de San Juan
En 1610 ya se mencionan "barreros" en el Libro Mayor de Repartimiento de Alcabalas de Alcázar. Siglo y medio después, en el catastro de Ensenada, aparece la familia Meco, eje de este foco alfarero hasta su desaparición en 1940 con la muerte del "botijero" Ciriaco Meco y, diez años después, la del "tío Caracola", el último tejero.
La pieza reina de Alcázar de San Juan fue la botija. Se hacían en tres tamaños: media arroba (8 a 10 litros), cuartilla (4 litros) y azumbre (2 litros). Sus formas ovoides o ligeramente bitroncocónicas, boca estrecha y una o dos asas, son casi idénticas a los cántaros de Cabra de Mora (Teruel) y, más comprensiblemente, a las botijas de la cercana Villafranca de los Caballeros (Toledo).

### Castellar de Santiago
La importancia de la actividad alfarera de este pueblo se refleja en su denominación popular como Castellar de los Pucheros (o Santiago de los Pucheros). La tradición oral remonta sus primeros olleros a los colonos de la Serraría de Cuenca que repoblaron Castellar a finales del siglo XVI. Los primeros documentos no llegarán hasta el siglo XVIII, con el Catastro de Ensenada. Todas las fuentes coinciden en la especialidad: alfarería de fuego (obra parda vidriada para el fuego), cuya riqueza de tipos se refleja en los diez tamaños con sus respectivos nombres: "chebatillos", "cuartilleros", "entremedianos", "señalaos", "enfermeros", "pucheretas", "olla de boda" y "olla grande de boda".
Entre sus piezas típicas de su alfarería de agua:
- El zarcón, cántaro de cuello estrecho y abombado.
- Las cántaras de copete, similares a las de Mota del Cuervo (Cuenca).
- El alcuzón, jarra aceitera.
- Y las botijas (cantimploras) y el botijarro (de la familia de los botijos).[5]

En la nómina de maestros alfareros: la familia Gormaz, la familia Trujillo, y la familia González, en especial Ramón González Merchán (de saga alfarera procedente de Salvatierra de los Barros), y Ramón González Nieto, último taller en activo.

### Puertollano

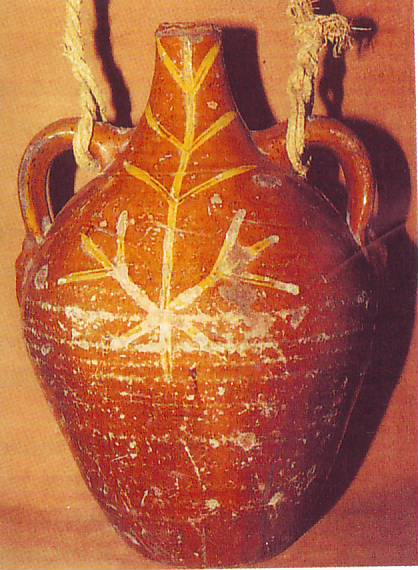
Botija o cantarilla para el "agua agria", vidriada completamente, y con motivo vegetal en forma de Árbol de la Vida (decoración de tierra blanca).

La edad dorada de la alfarería puertollanense es provocada por el descubrimiento de las minas de carbón, a partir de 1873.
Los "Padrones de Cédulas personales y Padrones de contribuyentes", conservados en los archivos municipales, registran a partir de la década de 1880 un considerable aumento de talleres alfareros.
Así, destacaron familias como las de Antero Gutiérrez, Teodoro Valderas y, especialmente, la de Pantaleón Grande; y ya en el inicio del siglo XX, los obradores de Joaquín Chinchilla -supuesto responsable de los atípicos pucheros negros sin vidriar-  y Juan Grande El Ollero, último alfarero tradicional de Puertollano.
Piezas representativas:
- Pucheros del voto, que se fabricaban con motivo de la celebración del "Santo Voto" (fiesta que se remonta al siglo XIV, coincidiendo con la octava de la Ascensión).[8]
- Cantarillas para el agua Agria, ovoides, base plana, cuello esbelto, borde cerrado y una o dos asas. Vidriadas con ornamentación de tierras blancas: rameados, círculos encadenados, esquemas florales sencillos... Hechas para contener el agua ferruginosa de la "Fuente agria de Puertollano".
- Las copas ornamentales, con tapadera cónica rematada por una bola. Pieza exclusiva de esta localidad.

### Santa Cruz de Mudela
El último alfar tradicional de la provincia fue el de este pueblo, que desapareció hacia 1970.
Piezas representativas:

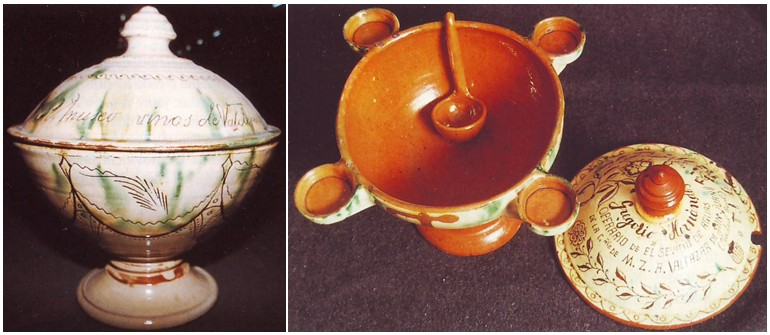
Izq: ponchera del Museo de Vinos de Valdepeñas, obra del alfarero Basiliso Tellez Bonillo (hacia 1960). Drcha: tres piezas (fuente, tapa y cucharón) de una ponchera de cuatro puestos encargada por Gregorio Hernández al alfarero M. Hernández (como se lee en la tapa), decorada con ramos, escenas y detalles como su precio (5 pesetas). Hecha en Santa Cruz de Mudela (Ciudad Real, España), en 1912.

- Las fuentes; platos acuencados de varios tamaños, vidriados y previamente recubiertos de un baño de tierra blanca del Viso del Marqués, con un sencillo rameado de color verde (sulfato de cobre).
- Las poncheras (similares a las copas de Puertollano), decoradas con incisiones, formando rameados, y dedicatorias o inscripciones, de encargo.

## Alfarería recuperada
A partir de los 1980, jóvenes artesanos recuperaron parte de la tradición alfarera de la provincia:
- Desde 1984, la ceramista Graci Arias que, junto a Ángel Leal, instaló su taller inicialmente en Puertollano, trasladándose luego a Argamasilla de Calatrava.

- En La Solana, procedente de Consuegra (Toledo), el alfar turístico de Juan Francisco García-Uceda.